# Ентоні Контрерас
Ентоні Даніель Контрерас Енрікес (ісп. Anthony Daniel Contreras Enríquez, нар. 29 січня 2000, Сан-Хосе) — костариканський футболіст, нападник клубу «Гуанакастека» м національної збірної Коста-Рики.

## Клубна кар'єра
Народився 29 січня 2000 року в місті Сан-Хосе. Вихованець футбольної школи клубу «Ередіано». Дорослу футбольну кар'єру розпочав 2017 року в основній команді того ж клубу, в якій провів два сезони, взявши участь у 2 матчах чемпіонату.
Згодом з 2019 по 2020 рік грав у складі команд «Універсидад де Коста-Рика» та «Мунісіпаль Гресія».
Своєю грою за останню команду привернув увагу представників тренерського штабу клубу «Гуадалупе», до складу якого приєднався 2020 року. Відіграв за Відіграв за наступні жодного сезонів своєї ігрової кар'єри. У складі У складі був одним з головних бомбардирів команди, маючи середню результативність на рівні 0,5 гола за гру першості.
Протягом 2021 року знову захищав кольори клубу «Ередіано».
До складу клубу «Гуанакастека» приєднався 2021 року за орендною умовою. Станом на 17 червня 2022 року відіграв за них 43 матчі в національному чемпіонаті.
Повернувшись з оренди в січні 2021 року, став постійним гравцем «Ередіано» та провів 26 матчів у чемпіонаті з січня по червень 2021 року. Однак 21 червня 2021 року знову був відданий в оренду «Гуанакастеці» до кінця 2021 року.

## Виступи за збірні
2019 року дебютував у складі юнацької збірної Коста-Рики (U-15), загалом на юнацькому рівні взяв участь у 1 грі.
Дебютував у складі національної збірної Коста-Рики 12 листопада 2021 року у відбірковому матчі Чемпіонату світу проти збірної Канади (поразка 0-1), де замінив Рікардо Бланко та взяв участь в останні п’ятнадцять хвилин гри.
У складі збірної був учасником чемпіонату світу 2022 року у Катарі.

## Статистика виступів
| Дата       | Місто         | Господарі      | Результат | Гості         | Турнір                                   | Голи | Примітки |
| ---------- | ------------- | -------------- | --------- | ------------- | ---------------------------------------- | ---- | -------- |
| 12-11-2021 | Едмонтон      | Канада         | 1 – 0     | Коста-Рика    | Відбір до ЧС 2022                        | -    | 75'      |
| 24-3-2022  | Сан-Хосе      | Коста-Рика     | 1 – 0     | Канада        | Відбір до ЧС 2022                        | -    | 61'      |
| 27-3-2022  | Сан-Сальвадор | Сальвадор      | 1 – 2     | Коста-Рика    | Відбір до ЧС 2022                        | 1    |          |
| 30-3-2022  | Сан-Хосе      | Коста-Рика     | 2 – 0     | США           | Відбір до ЧС 2022                        | 1    |          |
| 2-6-2022   | Панама        | Панама         | 2 – 0     | Коста-Рика    | Ліга націй КОНКАКАФ 2022—2023 - 1-й етап | -    | 73'      |
| 5-6-2022   | Сан-Хосе      | Коста-Рика     | 2 – 0     | Мартиніка     | Ліга націй КОНКАКАФ 2022—2023 - 1-й етап | -    | 46'      |
| 14-6-2022  | Сан-Хосе      | Коста-Рика     | 1 – 0     | Нова Зеландія | Відбір до ЧС 2022                        | -    | 90+2'    |
| 23-9-2022  | Коян          | Південна Корея | 2 – 2     | Коста-Рика    | товариський матч                         | -    | 65'      |
| 27-9-2022  | Сувон         | Узбекистан     | 1 – 2     | Коста-Рика    | товариський матч                         | -    | 66'      |
| Усього     |               | Матчів         | 8         |               | Голів                                    | 2    |          |

## Досягнення
- Чемпіон Коста-Рики: 2017, 2018, 2021
- Переможець Ліга КОНКАКАФ: 2018
- Володар  Суперкубка Коста-Рики: 2020, 2022
- Володар  Кубка Латвії: 2023
- Володар Кубка Кіпру: 2023-24